# Liste der Einträge im National Register of Historic Places im Big Horn County (Wyoming)

Lage des Big Horn County in Wyoming

Die Liste der Einträge im National Register of Historic Places im Big Horn County in Wyoming führt alle Bauwerke und historischen Stätten im Big Horn County auf, die in das National Register of Historic Places aufgenommen wurden.
Stand: 29. Mai 2024

## Legende
| NRHP | Historic Place                      |
| HD   | Historic District                   |
| NHL  | National Historic Landmark          |
| NHLD | National Historic Landmark District |

## Aktuelle Einträge
| [ 2 ] | Name                                               | Bild                                       | Eintragsdatum                 | Lage                                                                          | Ort                                     | Beschreibung |
| ----- | -------------------------------------------------- | ------------------------------------------ | ----------------------------- | ----------------------------------------------------------------------------- | --------------------------------------- | --- |
| 1     | American Legion Hall, Post 32                      | American Legion Hall, Post 32              | 27. Juni 2014 ID-Nr. 14000386 | 130 N. 5th St.                                                                | Greybull                                | 1922 erbautes, heute als Multifunktionsgebäude genutztes Bauwerk, das 1935 von der American Legion gekauft wurde. |
| 2     | Bad Pass Trail                                     | Bad Pass Trail                             | 29. Okt. 1975 ID-Nr. 75000215 | östlich von Lovell am Bighorn River 44° 56′ 0″ N, 108° 15′ 0″ W               | Bighorn Canyon National Recreation Area | Überreste eines mit Steinmännchen markierten Weges zwischen dem Bighorn Basin und den nördlichen Ebenen in Montana, der von den amerikanischen Ureinwohnern in der Antike angelegt und von ihren Nachkommen bis Mitte der 1830er Jahre genutzt wurde. Erstreckt sich bis ins Carbon County in Montana. |
| 3     | Basin Republican-Rustler Printing Building         | Basin Republican-Rustler Printing Building | 19. Juli 1976 ID-Nr. 76001948 | 409 W. C St. 44° 22′ 51″ N, 108° 2′ 23″ W                                     | Basin                                   | Zeitungsbüro, das 1924–1974 betrieben wurde und die Druckerei der ersten Zeitung des Bighorn Basins enthielt, die 1889 von Joseph Newton DeBarthe gegründet wurde und für die lokale Geschichte von großer Bedeutung ist.                                                                              |
| 4     | Bear Creek Ranch Medicine Wheel                    |                                            | 4. Mai 1987 ID-Nr. 87000661   | Adresse nicht veröffentlicht                                                  | Greybull                                | |
| 5     | Big Horn Academy Historic District                 | Big Horn Academy Historic District         | 26. März 1992 ID-Nr. 92000285 | 25 und 35 E. 1st St. 44° 52′ 57″ N, 108° 28′ 6″ W                             | Cowley                                  | Die erste High School des Bighorn Basin und ein langjähriger Gemeindetreffpunkt, mit einem Klassenzimmergebäude aus dem Jahr 1916, das ursprünglich als Internat für Mormonen gebaut wurde, und einer Turnhalle aus dem Jahr 1936, die von der Works Progress Administration finanziert wurde          |
| 6     | Black Mountain Archeological District              |                                            | 2. Juli 1987 ID-Nr. 86003459  | Gipfel und Südostflanke des Black Mountain 44° 31′ 24″ N, 107° 39′ 42″ W      | Shell                                   | Zwei Chertsteinbrüche, sechs Abris und drei Lagerplätze von der frühen paläo-indianischen bis zur späten prähistorischen Periode. |
| 7     | Bridger Immigrant Road-Dry Creek Crossing          |                                            | 17. Jan. 1975 ID-Nr. 75001900 | Westlich von Burlington am U.S. Highway 14 44° 27′ 40″ N, 108° 31′ 48″ W      | Burlington                              | Noch sichtbares Fragment einer Wagenroute, die Jim Bridger 1864 für Goldgräber nach Virginia City in Montana, anlegte; eine Alternative zum direkteren, aber riskanteren Bozeman Trail. |
| 8     | Carey Block                                        | Carey Block                                | 18. Dez. 2009 ID-Nr. 09001110 | 602 Greybull Ave. 44° 29′ 21″ N, 108° 3′ 20″ W                                | Greybull                                | Markantes und architektonisch anspruchsvolles Geschäftsgebäude aus dem Jahr 1916 mit einem Autohaus und einer Werkstatt aus dem Jahr 1933, das den Wohlstand des Ölbooms und die spätere Diversifizierung durch den Autotourismus von Greybull verkörpert.                                             |
| 9     | EJE Bridge over Shell Creek                        | EJE Bridge over Shell Creek                | 22. Feb. 1985 ID-Nr. 85000415 | County Road CN9-57 44° 32′ 5″ N, 107° 48′ 8″ W                                | Shell                                   | Wyoming's längste Warren-Pony-Fachwerkbrücke, erbaut im Jahr 1920, 2005 entfernt und ersetzt. Führt über den Shell Creek. |
| 10    | EJP County Line Bridge                             | weitere Bilder                             | 22. Feb. 1985 ID-Nr. 85000412 | Road CN9-60 44° 9′ 59″ N, 107° 41′ 2″ W                                       | Hyattville                              | 1917 erbaute, längste Camelback-Pony-Fachwerkbrücke in Wyoming. Überquert den Nowood River unweit von Hyattville. Ist die längste und einzige Straßenbrücke in Wyoming die von zwei Countys gemeinsam finanziert wurde, in der falschen Annahme, dass sie eine County-Grenze überquerte.               |
| 11    | EJZ Bridge over Shoshone River                     | weitere Bilder                             | 22. Feb. 1985 ID-Nr. 85000413 | County Road CN9-111 44° 50′ 18″ N, 108° 26′ 5″ W                              | Lovell                                  | 1925–26 erbautes, markantes Exemplar einer Warren-Pony-Fachwerkbrücke, die vom Wyoming Highway Department in den 1920er und 1930er Jahren in Auftrag gegeben wurden. |
| 12    | Hanson Site                                        |                                            | 15. Dez. 1978 ID-Nr. 78002817 | Adresse nicht veröffentlicht                                                  | Shell                                   | Rastplatz von Paläoindianern mit umfangreichen Beweisen für die Herstellung von Steinwerkzeugen, Feuern, Tierknochenfragmenten und Hütten aus der Folsom-Kultur. |
| 13    | Hyart Theater                                      | weitere Bilder                             | 8. Jan. 2009 ID-Nr. 08001304  | 251 E. Main St. 44° 50′ 16″ N, 108° 23′ 17″ W                                 | Lovell                                  | Eines der wenigen intakten Kinos in Wyoming aus den frühen 1950er Jahren, das im Jahr 1950 mit modernster Ausstattung erbaut wurde. |
| 14    | Lower Shell School House                           | Lower Shell School House                   | 7. Feb. 1985 ID-Nr. 85000247  | U.S. Highway 14                                                               | Greybull                                | 1903 erbaute Einklassenschule, eines der wenigen intakten Beispiele für die einst wichtigen Einrichtungen, die gebaut wurden, um Bildung und Begegnungsräume in Grenzgemeinden zu schaffen. |
| 15    | M L Ranch                                          | weitere Bilder                             | 15. Juli 1992 ID-Nr. 92000836 | U.S. Highway 14-Alt, am Ostufer des Bighorn Lake 44° 49′ 46″ N, 108° 9′ 34″ W | Bighorn Canyon National Recreation Area | Vier erhaltene Gebäude einer Ranch aus dem Jahr 1883, die mit Henry Clay Lovell (1838–1903) und der Entwicklung der Rinderzucht im Bighorn Basin in den 1880er und 1890er Jahren in Verbindung gebracht werden. Heute eine Interpretationsstätte.                                                      |
| 16    | Medicine Lodge Creek Site                          | weitere Bilder                             | 5. Juli 1973 ID-Nr. 73001926  | 4800 County Road 52                                                           | Hyattville                              | Geschützter Überwinterungsplatz mit Felsmalereien und 12 Siedlungsschichten, die als Medicine Lodge State Archeological Site bewahrt und interpretiert werden. |
| 17    | Medicine Wheel-Medicine Mountain                   | weitere Bilder                             | 16. Apr. 1969 ID-Nr. 69000184 | Unweit des Gipfels des Medicine Mountain 44° 49′ 34″ N, 107° 55′ 18″ W        | Kane                                    | Bedeutender und gut erhaltener heiliger Komplex der amerikanischen Ureinwohner, der seit mindestens 7000 Jahren genutzt wird und ein Medizinrad mit einem Durchmesser von 23 m, archäologische Stätten und traditionelle Nutzungsbereiche umfasst.                                                     |
| 18    | Paint Rock Canyon Archeological Landscape District |                                            | 12. Juli 1990 ID-Nr. 80004881 | Adresse nicht veröffentlicht                                                  | Hyattville                              | Weitgehend unerschlossenes Canyon-Land mit Felsunterständen und Lagerplätzen von der frühen paläoindianischen bis zur späten prähistorischen Periode. |
| 19    | Rairden Bridge                                     | Rairden Bridge                             | 22. Feb. 1985 ID-Nr. 85000414 | Unweit der Rairden Lane über den Bighorn River 44° 11′ 39″ N, 107° 54′ 55″ W  | Manderson                               | Die längste einfeldrige Fachwerkbrücke, die jemals von einem County in Wyoming gebaut wurde, und eine der beiden einzigen verbliebenen Pennsylvania-Fachwerkbrücken in Wyoming. 1916 errichtet und 1979 aufgegeben.                                                                                    |
| 20    | Shell Community Hall                               |                                            | 3. Jan. 2022 ID-Nr. 100007266 | 201 Smith Ave. 44° 32′ 8″ N, 107° 46′ 42″ W                                   | Shell                                   | Städtischer Veranstaltungsort, der 1933–34 mit Mitteln der Civil Works Administration gebaut wurde und den anhaltenden Nutzen der New Deal-Programme für kleine Gemeinden in Wyoming veranschaulicht.                                                                                                  |
| 21    | Southsider Shelter                                 |                                            | 1. Aug. 2012 ID-Nr. 12000470  | Adresse nicht veröffentlicht                                                  | Ten Sleep                               | Felsunterschlupf mit fünf Besiedlungsschichten, die sich über die frühe paläo-indische bis späte prähistorische Periode erstrecken und die Chronologie der Projektilspitzen und frühen Subsistenzstrategien des Gebiets beleuchten.                                                                    |
| 22    | US Post Office-Basin Main                          | US Post Office-Basin Main                  | 19. Mai 1987 ID-Nr. 87000779  | 402 W. C St. 44° 22′ 53″ N, 108° 2′ 22″ W                                     | Basin                                   | Kleines neoklassizistisches Postamt, das 1919 erbaut wurde, um den Hauptplatz von Basin während der Hochphase des Wachstums der Stadt zu vervollständigen. |
| 23    | US Post Office-Greybull Main                       | weitere Bilder                             | 22. Mai 1987 ID-Nr. 87000780  | 401 Greybull Ave. 44° 29′ 19″ N, 108° 3′ 10″ W                                | Greybull                                | 1939 erbautes Postamt, eines von fünf in Wyoming mit einer Abteilung für Malerei und Skulptur, symbolisiert die umfangreichen öffentlichen Arbeiten des New Deal und die Präsenz des Bundes, die kleinen Gemeinden zugutekamen.                                                                        |